# Pandanlor
Pandanlor is een bestuurslaag in het regentschap Kebumen van de provincie Midden-Java, Indonesië. Pandanlor telt 2335 inwoners (volkstelling 2010).